# 濃飛バスターミナル
濃飛バスターミナル（のうひバスターミナル）とは、かつて岐阜県中津川市落合笹目675-11に存在した濃飛乗合自動車（濃飛バス）のバスターミナルである。濃飛バスセンターともいう。2000年（平成12年）4月7日、濃飛乗合自動車中津川営業所が当位置に移転した際、新設された。
2008年（平成20年）10月1日、名鉄グループ同士の競合を避けるため、中津川市内の濃飛バスの路線（中津川営業所管轄の路線）が廃止される。路線は北恵那交通に引き継がれたが、中津川営業所廃止により濃飛バスターミナルも廃止された。

## 路線（廃止時）
- 恵北線
  - 下呂駅前 （坂下駅経由）
  - 中津川駅前
- 馬籠線
  - 馬籠藤村堂
  - 馬籠峠
- 美濃坂下線
  - 坂下駅前
  - 中津川駅前
- 霧ヶ原線
  - 集会所
  - 中津川駅前

座標: 北緯35度30分58.2秒 東経137度31分48.5秒 / 北緯35.516167度 東経137.530139度